# Physaria argyraea
Physaria argyraea là một loài thực vật có hoa trong họ Cải. Loài này được (A. Gray) O'Kane & Al-Shehbaz mô tả khoa học đầu tiên năm 2002.